# Russell County (Kentucky)
Russell County ist ein County im Bundesstaat Kentucky der Vereinigten Staaten. Das U.S. Census Bureau hat bei der Volkszählung 2020 eine Einwohnerzahl von 17.991 ermittelt.
Der Verwaltungssitz (County Seat) ist Jamestown, benannt nach James Woodridge, der das Land für die Stadtgründung bereitstellte. Die größte Stadt ist Russell Springs. Das County gehörte bis 2016 zu den Dry Countys, was bedeutet, dass der Verkauf von Alkohol eingeschränkt oder verboten war. Im Januar 2016 stimmte die Bevölkerung für den Verkauf von Alkohol durch zertifizierte Händler, wodurch Russell County zum Wet County wurde.

## Geographie
Das County liegt im Süden von Kentucky, ist etwa 30 km von dem Bundesstaat Tennessee entfernt und hat eine Fläche von 732 Quadratkilometern, wovon 76 Quadratkilometer Wasserfläche sind. Es grenzt im Uhrzeigersinn an folgende Countys: Casey County, Pulaski County, Wayne County, Clinton County, Cumberland County und Adair County.

## Geschichte
Das Russell County wurde am 14. Dezember 1825 aus Teilen des Adair County, Cumberland County und Wayne County gebildet. Benannt wurde es nach Colonel William Russell.
Ein Gebäude des Countys ist im National Register of Historic Places eingetragen (Stand 20. Oktober 2017).

## Demografische Daten

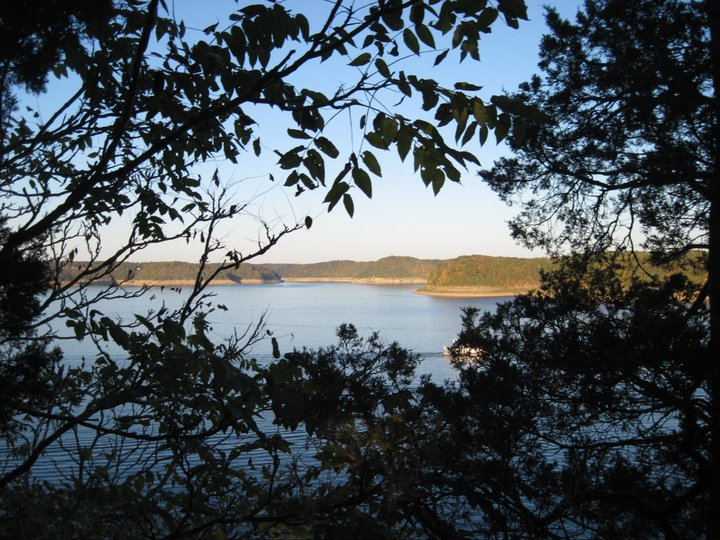
Lake Cumberland State Resort Park

Nach der Volkszählung im Jahr 2000 lebten im Russell County 16.315 Menschen. Davon wohnten 171 Personen in Sammelunterkünften, die anderen Einwohner lebten in 6.941 Haushalten und 4.796 Familien. Die Bevölkerungsdichte betrug 25 Einwohner pro Quadratkilometer. Ethnisch betrachtet setzte sich die Bevölkerung zusammen aus 98,34 Prozent Weißen, 0,58 Prozent Afroamerikanern, 0,12 Prozent amerikanischen Ureinwohnern, 0,14 Prozent Asiaten, 0,02 Prozent Bewohnern aus dem pazifischen Inselraum und 0,21 Prozent aus anderen ethnischen Gruppen; 0,59 Prozent stammten von zwei oder mehr Ethnien ab. 0,86 Prozent der Bevölkerung waren spanischer oder lateinamerikanischer Abstammung.
Von den 6.941 Haushalten hatten 29,0 Prozent Kinder und Jugendliche unter 18 Jahre, die bei ihnen lebten. 55,3 Prozent waren verheiratete, zusammenlebende Paare, 10,2 Prozent waren alleinerziehende Mütter, 30,9 Prozent waren keine Familien, 28,0 Prozent waren Singlehaushalte und in 12,9 Prozent lebten Menschen im Alter von 65 Jahren oder darüber. Die Durchschnittshaushaltsgröße betrug 2,33 und die durchschnittliche Familiengröße lag bei 2,82 Personen.
Auf das gesamte County bezogen setzte sich die Bevölkerung zusammen aus 22,5 Prozent Einwohnern unter 18 Jahren, 7,5 Prozent zwischen 18 und 24 Jahren, 27,5 Prozent zwischen 25 und 44 Jahren, 25,9 Prozent zwischen 45 und 64 Jahren und 16,5 Prozent waren 65 Jahre alt oder darüber. Das Durchschnittsalter betrug 40 Jahre. Auf 100 weibliche Personen kamen 93,9 männliche Personen. Auf 100 Frauen im Alter von 18 Jahren alt oder darüber kamen statistisch 91,0 Männer.
Das jährliche Durchschnittseinkommen eines Haushalts betrug 22.042 USD, das Durchschnittseinkommen der Familien betrug 27.803 USD. Männer hatten ein Durchschnittseinkommen von 24.193 USD, Frauen 18.289 USD. Das Prokopfeinkommen betrug 13.183 USD. 20,4 Prozent der Familien und 24,3 Prozent der Bevölkerung lebten unterhalb der Armutsgrenze. Davon waren 30,8 Prozent Kinder oder Jugendliche unter 18 Jahre und 27,3 Prozent waren Menschen über 65 Jahre.

## Orte im County
- Bryan
- Creelsboro
- Crocus
- Decatur
- Eli
- Esto
- Fonthill
- Freedom
- Helm
- Honey Acre
- Horntown
- Humble
- Indian Hills
- Jabez
- Jamestown
- Jericho
- Karlus
- Long Bottom
- Manntown
- Middletown
- Old Olga
- Olga
- Ono
- Ribbon
- Rose Crossroads
- Rowena
- Royville
- Russell Springs
- Salem
- Sano
- Sewellton
- Sycamore Flat
- Vinnie
- Webbs Cross Roads
- Whittle